# ياسمين دوبيه
ياسمين دوبيه هي كاتِبة وكاتبة للأطفال وكاتبة مسرحية وممثلة كندية، ولدت في 11 أبريل 1957 في أمكوي في كندا.

## وصلات خارجية
- ياسمين دوبيه على موقع IMDb (الإنجليزية)